# Krîvopillea, Verhovîna
Krîvopillea (în ucraineană Кривопілля) este localitatea de reședință a comunei Krîvopillea din raionul Verhovîna, regiunea Ivano-Frankivsk, Ucraina.

## Demografie
Componența lingvistică a localității Krîvopillea
     Ucraineană (99,48%)
     Alte limbi (0,52%)
Conform recensământului din 2001, majoritatea populației localității Krîvopillea era vorbitoare de ucraineană (99,48%), existând în minoritate și vorbitori de alte limbi.